# Liste des autoroutes des États-Unis

Carte des autoroutes américaines.

Cet article présente une liste des autoroutes des États-Unis.

## Autoroutes Interstate (primaire)
| Interstate 2   | - Palmview (Texas),, Texas (US-83) à Harlingen, Texas (US-77) |
| Interstate 4   | - Tampa, Floride (I-275) à Daytona Beach, Floride (I-95) |
| Interstate 5   | - San Ysidro, Californie (Frontière mexicaine) à Blaine (Frontière canadienne) Routes associées: I-105 \| I-205 \| I-305* \| I-405 \| I-505 \| I-605 \| I-705 \| I-805 |
| Interstate 8   | - San Diego, Californie à Casa Grande (Arizona) (I-10) |
| Interstate 10  | - Santa Monica, Californie à Jacksonville, Floride (I-95) Routes associées: I-110 \| I-210 \| I-310 \| I-410 \| I-510 \| I-610 \| I-710 \| I-910                       |
| Interstate 12  | - Bâton-Rouge, Louisiane (I-10) à Slidell, Louisiane (I-10) |
| Interstate 15  | - San Diego, Californie (CA-15) à Sweetgrass, MT (Frontière canadienne) Routes associées: I-115 \| I-215 \| I-315* \| I-515                                            |
| Interstate 16  | - Macon, Géorgie (I-75) à Savannah, Géorgie Route associée: I-516 |
| Interstate 17  | - Phoenix, Arizona (I-10) à Flagstaff, Arizona (I-40) |
| Interstate 19  | - Nogales, Arizona (Frontière mexicaine) à Tucson, Arizona (I-10) |
| Interstate 20  | - Kent, Texas (I-10) à Florence, Caroline du Sud (I-95) Routes associées: I-220 \| I-520 \| I-820                                                                      |
| Interstate 22  | - Memphis, Tennessee (I-55 & I-40) à Birmingham, Alabama (I-20, I-59 & I-65) En construction - ouverture en 2006                                                       |
| Interstate 24  | - Pulley's Mill, Illinois (I-57) à Chattanooga, Tennessee (I-75) Route associée: I-124                                                                                 |
| Interstate 25  | - Las Cruces, Nouveau-Mexique (I-10) à Buffalo, Wyoming (I-90) Route associée: I-225                                                                                   |
| Interstate 26  | - Colonial Heights, Tennessee (I-81) à Charleston, Caroline du Sud (US-17) Routes associées: I-126 \| I-526                                                            |
| Interstate 27  | - Lubbock, Texas (US-87) à Amarillo, Texas (I-40) |
| Interstate 29  | - Kansas City, Missouri (I-35 & I-70) à Pembina, Dakota du Nord (Frontière canadienne) Routes associées: I-129 \| I-229                                                |
| Interstate 30  | - Fort Worth, Texas (I-20) à Little Rock, Arkansas (I-40) Routes associées: I-430 \| I-530 \| I-630                                                                    |
| Interstate 35  | - Laredo, Texas (US-83) à Duluth, Minnesota (MN-61) Routes associées: I-35E \| I-35W \| I-135 \| I-235 \| I-335 \| I-435 \| I-535 \| I-635                             |
| Interstate 37  | - Corpus Christi, Texas (US-181) à San Antonio, Texas (I-35) |
| Interstate 39  | - Normal, Illinois (I-55) à Wausau, Wisconsin |
| Interstate 40  | - Barstow, Californie (I-15) à Wilmington, Caroline du Nord (NC-132) Routes associées: I-140 \| I-240 \| I-440 \| I-540 \| I-840                                       |
| Interstate 43  | - Beloit, Wisconsin (I-39, I-90 and I-94) à Green Bay, Wisconsin (US-41)                                                                                               |
| Interstate 44  | - Wichita Falls, Texas (US-287) à St. Louis, Missouri (I-55) Routes associées: I-244 \| I-444*                                                                         |
| Interstate 45  | - Galveston, Texas (TX-124) à Dallas, Texas (I-30) Route associée: I-345*                                                                                              |
| Interstate 49  | - Lafayette, Louisiane (I-10) à Shreveport, Louisiane (I-20) |
| Interstate 55  | - La Place, Louisiane (I-10) à Chicago, Illinois (US-41) Routes associées: I-155 \| I-255                                                                              |
| Interstate 57  | - Miner, Missouri (I-55) à Chicago, Illinois (I-94) |
| Interstate 59  | - Slidell, Louisiane (I-10 & I-12) à Lookout Mountain, Géorgie (I-24) Routes associées: I-359 \| I-459 \| I-759                                                        |
| Interstate 64  | - St. Louis, Missouri (I-270) à Chesapeake, Virginie (I-264 & I-664) Routes associées: I-164 \| I-264 (KY) \| I-264 (VA) \| I-464 \| I-564 \| I-664                    |
| Interstate 65  | - Mobile, Alabama (I-10) à Gary, Indiana (I-90) Routes associées: I-165 \| I-265 \| I-465 \| I-565 \| I-865                                                            |
| Interstate 66  | - Middletown, VA (I-81) à Washington, D.C. (US-29) |
| Interstate 68  | - Morgantown, WV (I-79) à Hancock, MD (I-70) |
| Interstate 69  | - Rosenberg, TX (US-59) à Port Huron, MI (Frontière canadienne) Route associée: I-469                                                                                  |
| Interstate 70  | - Cove Fort, UT (I-15) à Baltimore, MD (I-695) Routes associées: I-170 \| I-270 \| I-370 \| I-470 \| I-670                                                             |
| Interstate 71  | - Louisville, KY (I-64) à Cleveland, OH (I-90) Routes associées: I-271 \| I-471                                                                                        |
| Interstate 72  | - Hannibal, MO (US-61) à Champaign, IL (I-57) Route associée: I-172 |
| Interstate 73  | - Candor, NC (US-220) à Greensboro, NC (I-40 & I-85) |
| Interstate 74  | - Bettendorf, IA (I-80) à Cincinnati, OH (I-75) Route associée: I-474                                                                                                  |
| Interstate 75  | - Ft. Lauderdale, FL en Floride (FL-826) à Sault Ste. Marie, MI (Frontière canadienne) Routes associées: I-175 \| I-275 \| I-375 \| I-475 \| I-575 \| I-675            |
| Interstate 76  | - Ouest - Denver (I-70) à Big Springs, NE (I-80) |
| Interstate 76  | - Est - Ouestfield Center, OH (I-71) à Camden, NJ (I-295) Routes associées: I-176 \| I-276 \| I-376 \| I-476 \| I-676                                                  |
| Interstate 77  | - Columbia, SC (I-26) à Cleveland, OH (I-90) Route associée: I-277 |
| Interstate 78  | - Bordnersville, PA (I-81) à New York City, NY Routes associées: I-278 \| I-478* \| I-678 \| I-878*                                                                    |
| Interstate 79  | - Charleston, WV (I-77) à Erie, PA (PA-5) Routes associées: I-279 \| I-579                                                                                             |
| Interstate 80  | - San Francisco, CA (U.S. Route 101) à Fort Lee, NJ (I-95) Routes associées: I-180 \| I-280 \| I-380 \| I-480 \| I-580 \| I-680 \| I-780 \| I-880 \| I-980             |
| Interstate 81  | - Dandridge, TN (I-40) à Fisher's Landing, NY (Frontière canadienne) Routes associées: I-181 \| I-381 \| I-481 \| I-581                                                |
| Interstate 82  | - Ellensburg, WA (I-90) à Hermiston, OR (I-84) Route associée: I-182                                                                                                   |
| Interstate 83  | - Baltimore, MD à Harrisburg, PA (I-81) Route associée: I-283 |
| Interstate 84  | - Ouest - Portland, OR (I-5) à Echo, UT (I-80) Route associée: I-184                                                                                                   |
| Interstate 84  | - Est - Scranton, PA (I-81) à Sturbridge, MA (I-90) Routes associées: I-384 \| I-684                                                                                   |
| Interstate 85  | - Montgomery, AL (I-65) à Petersburg, VA (I-95) Routes associées: I-185 \| I-285 \| I-385 \| I-485 \| I-585 \| I-985                                                   |
| Interstate 86  | - Ouest - Heyburn, ID (I-84) à Pocatello, ID (I-15) |
| Interstate 86  | - Est - Erie, PA (I-90) à Elmira, NY (NY-17) |
| Interstate 87  | - New York, NY (I-278) à Champlain, NY (Frontière canadienne) Routes associées: I-287 \| I-587 \| I-787                                                                |
| Interstate 88  | - Ouest - Moline, IL (I-80) à Chicago (I-290) |
| Interstate 88  | - Est - Binghamton, NY (I-81) à Schenectady, NY (I-90) |
| Interstate 89  | - Concord, NH (I-93) à Highgate Springs, VT (Frontière canadienne) Route associée: I-189                                                                               |
| Interstate 90  | - Seattle, WA à Boston, MA Routes associées: I-190 \| I-290 \| I-390 \| I-490 \| I-590 \| I-690 \| I-790 \| I-890 \| I-990                                             |
| Interstate 91  | - New Haven, CT (I-95) à Derby Line, VT (Frontière canadienne) Routes associées: I-291 \| I-391 \| I-691                                                               |
| Interstate 93  | - Canton, MA (I-95) à St. Johnsbury, VT (I-91) Routes associées: I-293 \| I-393                                                                                        |
| Interstate 94  | - Billings, MT (I-90) à Port Huron, MI (Frontière canadienne) Routes associées: I-194 \| I-294 \| I-394 \| I-494 \| I-694 \| I-794 \| I-894                            |
| Interstate 95  | - Miami, FL (U.S. Route 1) à Houlton, ME (Frontière canadienne) Routes associées: I-195 \| I-295 \| I-395 \| I-495 \| I-595 \| I-695 \| I-795 \| I-895                 |
| Interstate 96  | - Muskegon, MI (US-31) à Detroit, MI (I-75) Routes associées: I-196 \| I-296* \| I-496 \| I-696                                                                        |
| Interstate 97  | - Annapolis, MD (US-50) à Baltimore, MD (I-695) |
| Interstate 99  | - Bedford, PA (I-76) à Painted Post, NY (I-86) |
| Interstate 238 | - Hayward, CA (I-580) à San Lorenzo, Californie (I-880) |
| Interstate 290 | - Rolling Meadows, IL (I-94) à Chicago, IL (I-90) |

## Autoroutes Interstate à Hawaï
- Interstate H-1

Associated route: I-H-201
- Interstate H-2
- Interstate H-3

## Autoroutes Interstate en Alaska et Puerto Rico

### Alaska
(Les autoroutes Interstate en Alaska ne sont pas signées.)
- Interstate A-1
- Interstate A-2
- Interstate A-3
- Interstate A-4

### Puerto Rico
- Interstate PRI-1
- Interstate PRI-2
- Interstate PRI-3

## Autoroutes numérotées
- U.S. Route 1 : de Fort Kent (Maine) à Key West (Floride)
- U.S. Route 2
- U.S. Route 3
- U.S. Route 4
- U.S. Route 5
- U.S. Route 6
- U.S. Route 7
- U.S. Route 8
- U.S. Route 9
- U.S. Route 10
- U.S. Route 11
- U.S. Route 12
- U.S. Route 13
- U.S. Route 14
- U.S. Route 15
- U.S. Route 16
- U.S. Route 17
- U.S. Route 18
- U.S. Route 19
- U.S. Route 20
- U.S. Route 21
- U.S. Route 22
- U.S. Route 23
- U.S. Route 24
- U.S. Route 25
- U.S. Route 26
- U.S. Route 27
- U.S. Route 28
- U.S. Route 29
- U.S. Route 30
- U.S. Route 31
- U.S. Route 32
- U.S. Route 33
- U.S. Route 34
- U.S. Route 35
- U.S. Route 36
- U.S. Route 37
- U.S. Route 38
- U.S. Route 40
- U.S. Route 41
- U.S. Route 42
- U.S. Route 43
- U.S. Route 44
- U.S. Route 45
- U.S. Route 46
- U.S. Route 48
- U.S. Route 49
- U.S. Route 50
- U.S. Route 51
- U.S. Route 52
- U.S. Route 53
- U.S. Route 54
- U.S. Route 55
- U.S. Route 56
- U.S. Route 57
- U.S. Route 58
- U.S. Route 59
- U.S. Route 60
- U.S. Route 61
- U.S. Route 62
- U.S. Route 63
- U.S. Route 64
- U.S. Route 65
- U.S. Route 66 de Chicago, Illinois à Santa Monica, Californie
- U.S. Route 67
- U.S. Route 68
- U.S. Route 69
- U.S. Route 70
- U.S. Route 71
- U.S. Route 72
- U.S. Route 73
- U.S. Route 74
- U.S. Route 75
- U.S. Route 76
- U.S. Route 77
- U.S. Route 78
- U.S. Route 79
- U.S. Route 80
- U.S. Route 81
- U.S. Route 82
- U.S. Route 83
- U.S. Route 84
- U.S. Route 85
- U.S. Route 87
- U.S. Route 89
- U.S. Route 90
- U.S. Route 91
- U.S. Route 92
- U.S. Route 93
- U.S. Route 94
- U.S. Route 95
- U.S. Route 96
- U.S. Route 97
- U.S. Route 98
- U.S. Route 99
- U.S. Route 101 de Olympia (Washington) à Los Angeles, Californie
- U.S. Route 163
- U.S. Route 400
- U.S. Route 412
- U.S. Route 425

## Autres autoroutes
Chaque État possède son propre réseau d'autoroutes numérotées, avec ses propres panneaux. Il existe également des autoroutes à péages, appelées turnpikes.
- Massachusetts Turnpike
- New Jersey Turnpike
- New York State Thruway
- Pennsylvania Turnpike
- Florida's Turnpike

### Autoroutes auxiliaires
Les U.S. Routes disposent chacune d'un réseau d'autoroutes auxiliaires signalées par le signe de l'autoroute surmonté d'un petit panneau indiquant le type d'autoroute (en anglais : bannered U.S. Routes). Il en existe cinq principaux :
- Alternate : cette autoroute propose un tracé différent dans une ville traversée par l'autoroute mère, à laquelle elle est reliée aux deux extrémités.
- Business : cette autoroute permet de traverser une ville évitée par l'autoroute mère, à laquelle elle est reliée aux deux extrémités.
- Bypass : cette autoroute permet d'éviter une ville traversée par l'autoroute mère, à laquelle elle est reliée aux deux extrémités.
- Spur : cette autoroute permet d'accéder à une ville évitée par l'autoroute mère, à laquelle elle n'est reliée que par une extrémité.
- Truck : cette autoroute propose un tracé plus rectiligne et moins accidenté que l'autoroute mère, à laquelle elle est reliée aux deux extrémités.

Le réseau d'autoroutes auxiliaires d'une U.S. Route peut être assez fourni. À titre d'exemple, l'U.S. Route 66, aujourd'hui désaffectée, comptait 22 routes auxiliaires.